# A & R 레코딩
A & R 레코딩(영어: A & R Recording Inc.)은 미국의 유명한 인디펜던트 스튜디오로, 1958년 잭 아놀드와 필 라몬이 세웠다. 1989년에 문을 닫았다.

## 음악가 목록
- 클레이 에이킨
- 버트 배커랙
- 더 밴드
- 보노
- 로라 브래니건
- 레이 찰스
- 캐런 카펜터
- 시카고
- 내털리 콜
- 밥 딜런
- 시나 이스턴
- 멀리사 에리코
- 글로리아 에스테판
- 아레사 프랭클린
- 빌리 조엘
- 엘튼 존
- 퀸시 존스
- 파트리샤 카스
- B.B. 킹
- 줄리언 레논
- 마돈나
- 베리 매닐로우
- 리처드 막스
- 폴 매카트니
- 조지 마이클
- 올리비아 뉴턴존
- 시네이드 오코너
- 루치아노 파바로티
- 피터, 폴 앤 메리
- 앙드레 프레빈
- 칼리 사이먼
- 폴 사이먼
- 프랭크 시나트라
- 로드 스튜어트
- 제임스 테일러
- 더 게스 후
- 프랭키 밸리
- 디온 워릭
- 스티비 원더
- 니키 야노프스키